# Eslabón perdido (juguete)
El Eslabón perdido cuyo nombre original es Missing Link es un rompecabezas mecánico inventado en 1981 por Steven P. Hanson y Jeffrey D. Breslow.
El rompecabezas tiene cuatro lados, cada uno representa una cadena de un color diferente. Cada lado contiene cuatro fichas, excepto uno que contiene tres azulejos y un espacio vacío. Las filas superior e inferior se pueden girar, y los azulejos se pueden deslizar hacia arriba o hacia abajo en el vacío. El objetivo es que revolver las fichas y luego restaurarlos a su configuración original.
Las dos filas del medio no se pueden girar. Para mover fichas en estas filas, necesita bucle los azulejos de una fila a otra, de arriba abajo.
Hay 15 azulejos y un vacío, dando un máximo de 16! arreglos. Sin embargo, las baldosas medias de cada cadena de cuatro baldosas son idénticos, y cada posición es equivalente a otras siete posiciones obtenidas mediante la rotación de todo el rompecabezas (alrededor de su eje o al revés), lo que reduce el número de arreglos para 16! / 8/8 = 326 918 592 000. Si las tres cadenas largas también se consideran intercambiables, entonces el número de arreglos se reduce aún más a 16! / 8/8/6 = 54 486 432 000.